# Prednisonă
Prednisona este un glucocorticoid utilizat în principal ca imunosupresor și pentru a scădea inflamația în boli precum: astm, BPOC și afecțiuni reumatice (precum artrita reumatoidă). Mai este utilizat în tratamentul hipercalcemiei din cancer și în insuficiența suprarenalelor. Calea de administrare disponibilă este cea orală.
Prednisonul este un promedicament (substanță farmaceutică administrată în formă inactivă sau mai puțin activă ce va fi metabolizată in vivo într-un metabolit activ) care este metabolizat de ficat și transformat în prednisolon, care este forma activă a prednisonului și de asemenea este un steroid.
Molecula a fost patentată în 1954 și a fost aprobată pentru uz medical în Statele Unite ale Americii în anul 1955.